# Emmanuel Duchemin
Emmanuel Duchemin (født 14. marts 1979 i Amiens, Frankrig) er en fransk tidligere fodboldspiller (midtbane).
Duchemin tilbragte hele sin 11 år lange karriere i hjemlandet, hvor han repræsenterede først Amiens SC i sin fødeby og siden AS Nancy. Hos Nancy var han i 2006 med til at vinde pokalturneringen Coupe de la Ligue.

## Titler
Coupe de la Ligue
- 2006 med Nancy